# Zwan
Zwan est un groupe de rock alternatif américain, originaire de Chicago, dans l'Illinois et Los Angeles, en Californie. Le groupe se forme un an après la séparation des Smashing Pumpkins. Il est initialement composé de Billy Corgan, Jimmy Chamberlin, Matt Sweeney et David Pajo (ancien musicien du groupe Slint). Paz Lenchantin rejoindra le groupe en 2002. Le groupe tourne longuement aux États-Unis avant de sortir son seul et unique album, Mary Star of the Sea. Il se sépare à la suite de tensions internes, quelque temps après la fin de sa tournée mondiale. David Pajo publiera ensuite des disques en solo sous différents pseudonymes ; Matt Sweeney jouera avec le chanteur « folk » Will Oldham.

## Biographie

### Formation et débuts
Après la séparation des Smashing Pumpkins, Corgan et le batteur Jimmy Chamberlin s'assemblent avec Matt Sweeney (ex-membre de Chavez et Skunk) pour former Zwan. Corgan est ami avec Sweeney depuis le début de sa carrière, et Sweeney a été remercié par The Smashing Pumpkins sur l'album Siamese Dream. Sweeney recrute David Pajo (membre de Slint, Papa M., Stereolab) à la basse. Le groupe se lance comme quatuor à la fin 2001.

### True Poets of Zwan
Zwan possède deux différentes incarnations. La première, plus courante, est nommée "True Poets of Zwan" (ou simplement Zwan). Elle fait usage de trois guitares, d'une basse et d'une batterie. L'unique album de Zwan, Mary Star of the Sea, est attribué aux True Poets of Zwan.
La deuxième est Djali Zwan.

### Djali Zwan
Djali Zwan, une incarnation acoustique de Zwan, qui fait participer la violoncelliste Ana Lenchantin, annonce un nouvel album en studio à la fin 2003, accompagné d'un album et d'un DVD pour début 2004. Corgan explique au magazine Rolling Stone : « on va la faire à la Let It Be [...] L'album sera enregistré live, avec des caméras qui roulent. Quand vous aurez le DVD, vous pourrez regarder chaque prise de l'album. » Il décrit les chansons qu'il a écrites pour Djali Zwan comme « folk et ancré dans la musique traditionnelle. » Billy Corgan, Linda Strawberry, et Matt Sweeney s'occuperont du générique du film Spun, réalisé par Jonas Åkerlund, et seront crédités sous le nom de The Djali Zwan.

### Séparation
Billy Corgan annonce la séparation du groupe sur la chaine de radio WGN-TV, le 15 septembre 2003. Le 24 avril 2005 au Chicago Tribune, Corgan comment brièvement la séparation : « La musique n'était pas le problème, c'était plus leur attitude... Des actes sexuels entre membres en public. Les gens qui ramenaient de la drogue. Pajo qui couchait avec la compagne du producteur pendant qu'on enregistrait. »

## Membres
- Billy Corgan - chant, guitare
- Jimmy Chamberlin - batterie
- Matthew Sweeney - guitare
- David Pajo - guitare, basse
- Paz Lenchantin - basse

## Discographie
- 2003 : Mary Star of the Sea (édition limitée avec un DVD en plus contenant des faces B et des interviews)